# アジア脳神経外科コングレス
アジア脳神経外科コングレス（あじあのうしんけいげかこんぐれす、Asian Congress on Neurological Surgeons、略称：ACNS）は、アジアの著名な脳神経外科医により組織され、アジア各地で2年に一度開催されているコングレス（会議）。

## 概要
アジアの若手脳神経外科医を対象として主に教育研修を提供するために1996年に組織された。藤田保健衛生大学脳神経外科・神野哲夫教授（当時）の呼びかけによるもので、同氏は Founder President of ACNSである。同じ地域を対象として、世界脳神経外科学会連盟と連携している Asia Australasian Congress of Neurological Surgeons (AACNS)はアジアと南洋州（Australasia）の学術情報の交換を目的としており、両者のエリアや役割は異なる。これまで学術集会を８回開催し、アジアの若手脳神経外科医を対象として教育研修を提供している。機関誌として Asian Journal of Neurosurgery を刊行している。2010年11月の第8回学術集会（マレーシア）において、同じく教育研修を目的としたアジア脳神経外科看護コングレス（Asian Neurosurgical Nursing Congress ）を合同開催し、教育研修プログラムとしてPNLSコースを開催した。

## 学術集会の開催
ACNSとして、第1回は1996年にラホール（パキスタン、会長：Iftikhar Ali Raja 教授・King Edward 医科大学）、第2回は1998年に大阪市（会長：太田富雄教授・大阪医科大学医学部脳神経外科学）、第3回は2000年に名古屋市（会長：加藤庸子教授・藤田保健衛生大学医学部脳神経外科）、第4回は2002年に香港（会長：Samuel Leung教授・Queen Elizabeth 病院）、第5回は2004年にインドネシア（会長：Eka Wahjoepramono 教授、Trisakti 大学 Siloam Gleneagles 病院）、第6回は2006年にムンバイ（インド、会長：B.K. Misra教授・P. D. Hinduja 国立病院/医学研究センター）、第7回は2008年に北京（会長：Jizong Zhao 教授・Beijing Tian Tan 病院/ China Capital 医科大学）、第8回2010年はクアラルンプール（マレーシア、会長：Chee-Pin Chee 教授・Pantai 病院）、第9回は2012年9月にイスタンブール（トルコ、会長：Mehmet Zileli教授・トルコ脳神経外科学会前会長）、第10回は2014年9月にアスタナ（カザフスタン、会長： Serik Akshulakov 教授・カザフスタン脳神経外科学会会長）、第11回は2016年3月にスラバヤ（インドネシア、会長：Abdul Hafid Bajamal教授・インドネシア脳神経外科学会会長）により開催された。第12回は2018年3月にドバイ（アラブ首長国連邦、会長：Imad N. Kanaan教授・アラブ首長国連邦脳神経外科学会会長）により開催予定である。